# Gifu power countdown 30
gifu power countdown 30（ギフ・パワーカウントダウン・サーティ、通称パワカン）とは、毎週金曜日16：00～18：55にエフエム岐阜（Radio 80）で、2001年4月から2015年3月まで放送されていた音楽チャート番組である。2009年4月からはマーサ21内のSTUDIO MASAからの公開生放送。

## パーナリティ
- 藤田ミキト（2001年4月～2004年3月）
- 久世良輔（2004年4月～2007年3月）
- 三好さやか（2004年4月～2007年3月）
- Maki（BANANA）（2007年4月～2007年9月）
- 加藤友和（2007年4月～2009年3月）
- 吉本衣里（2007年10月～2009年3月）
- 平松亜希子（岐阜FMアナウンサー）（2009年4月～2009年9月）
- 志津利弘（the Canadian Club）（2009年4月～2015年3月）
- 笠井優佳里（2009年10月～2015年3月）

## 公開スタジオの変化
- 2001年4月～2001年6月：大垣本社スタジオ
- 2001年7月～2005年9月：JR岐阜駅内「アクティブG」3階メディアステーション（現在は撤去済み）
- 2005年10月～2009年3月：大垣本社スタジオ
- 2009年4月～：マーサ21内STUDIO MASA

## 放送時間の変化
- 2001年4月～2002年3月：16:00～18:55
- 2002年4月～2003年3月：15:00～17:55
- 2003年4月～2003年9月：14:00～17:55
- 2003年10月～2006年9月：15:00～18:55
- 2006年10月～2015年3月：16:00～18:55